# Cephalops acklandi
Cephalops acklandi är en tvåvingeart som beskrevs av Kozanek och De Meyer 1992. Cephalops acklandi ingår i släktet Cephalops och familjen ögonflugor.
Artens utbredningsområde är Nordkorea. Inga underarter finns listade i Catalogue of Life.